# 李春庆
李春庆（？—？），清朝人，是一名清朝政治人物。
李春庆曾于同治八年二月（1869年）接替梁元桂任延平府知府一职，同治九年五月（1870年）由徐震耀接任。